# Бјут Фолс (Орегон)
Бјут Фолс (енгл. Butte Falls) град је у америчкој савезној држави Орегон.

## Демографија
По попису из 2010. године број становника је 423, што је 16 (-3,6%) становника мање него 2000. године.
| Група             | 2000.       | 2010.       |
| Белци             | 409 (93,2%) | 395 (93,4%) |
| Афроамериканци    | 0 (0,0%)    | 0 (0,0%)    |
| Азијати           | 1 (0,2%)    | 2 (0,5%)    |
| Хиспаноамериканци | 11 (2,5%)   | 10 (2,4%)   |
| Укупно            | 439         | 423         |